# Fu Ming
Fu Ming (Huai'an, Jiangsu;  5 de enero de 1983) es un árbitro de fútbol chino. Es árbitro internacional de pleno derecho para la FIFA desde 2014. Es profesor del Jincheng College de la Universidad de Aeronáutica y Astronáutica de Nanjing.
El 23 de febrero de 2019, se anunció que Fu Ming había sido contratado por la ACF para convertirse en árbitro profesional.